# Cabane de l'A Neuve
La cabane de l'A Neuve est un refuge de montagne du massif du Mont-Blanc, situé à 2 734 m d'altitude dans le canton du Valais en Suisse. Elle s'atteint en été en 3 h 30, par un sentier balisé et équipé de câbles, depuis le hameau de La Fouly dans le val Ferret suisse. La cabane appartient à la section des Diablerets du Club alpin suisse.

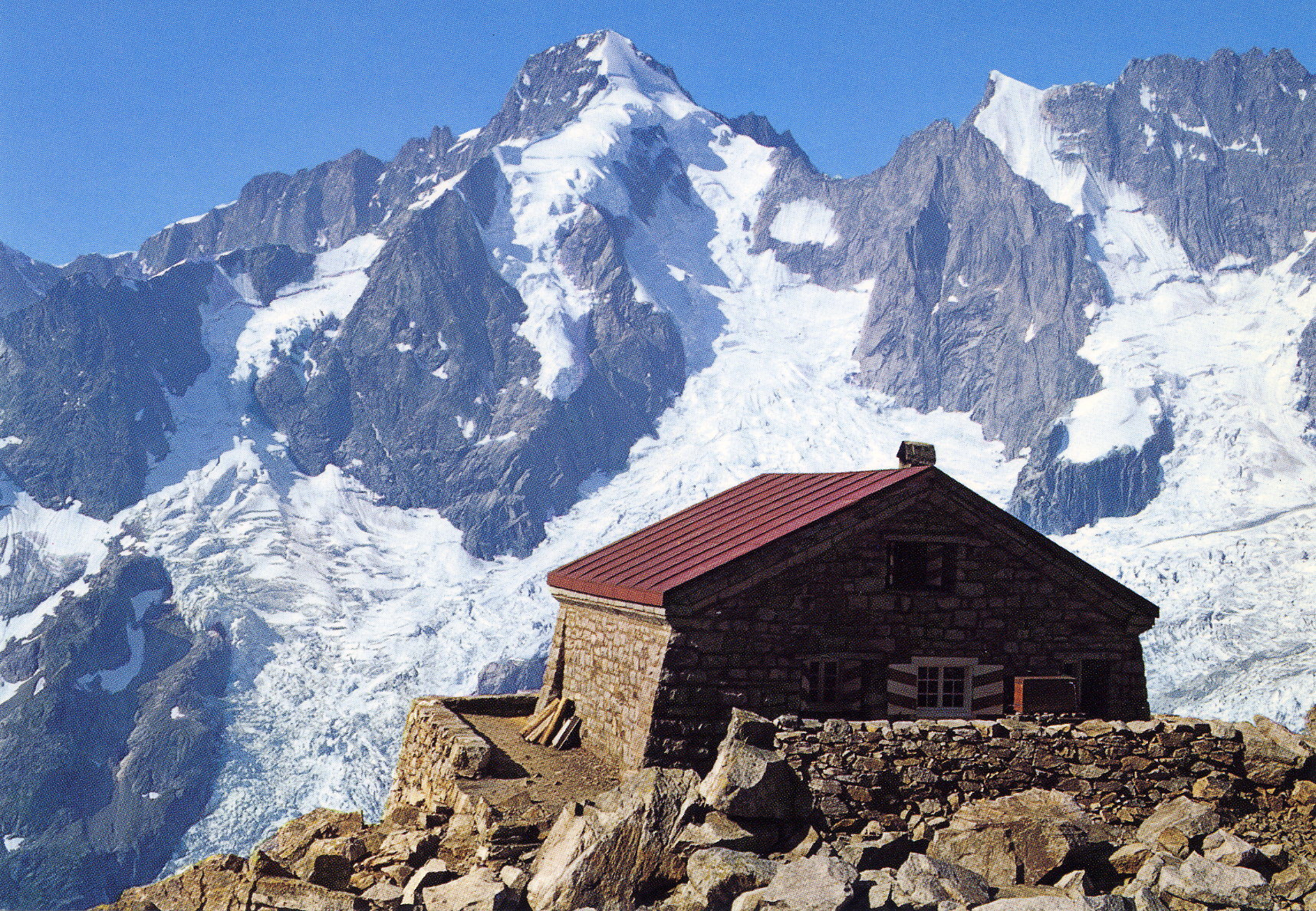
La cabane l'A Neuve devant le mont Dolent.

Du refuge on peut atteindre :
- le Grand Darrey ;
- le col de Saleina ;
- la Grande Lui ;
- le col de l'A Neuve ;
- le Tour Noir ;
- l'aiguille de l'Amône ;
- le mont Dolent.

## Historique

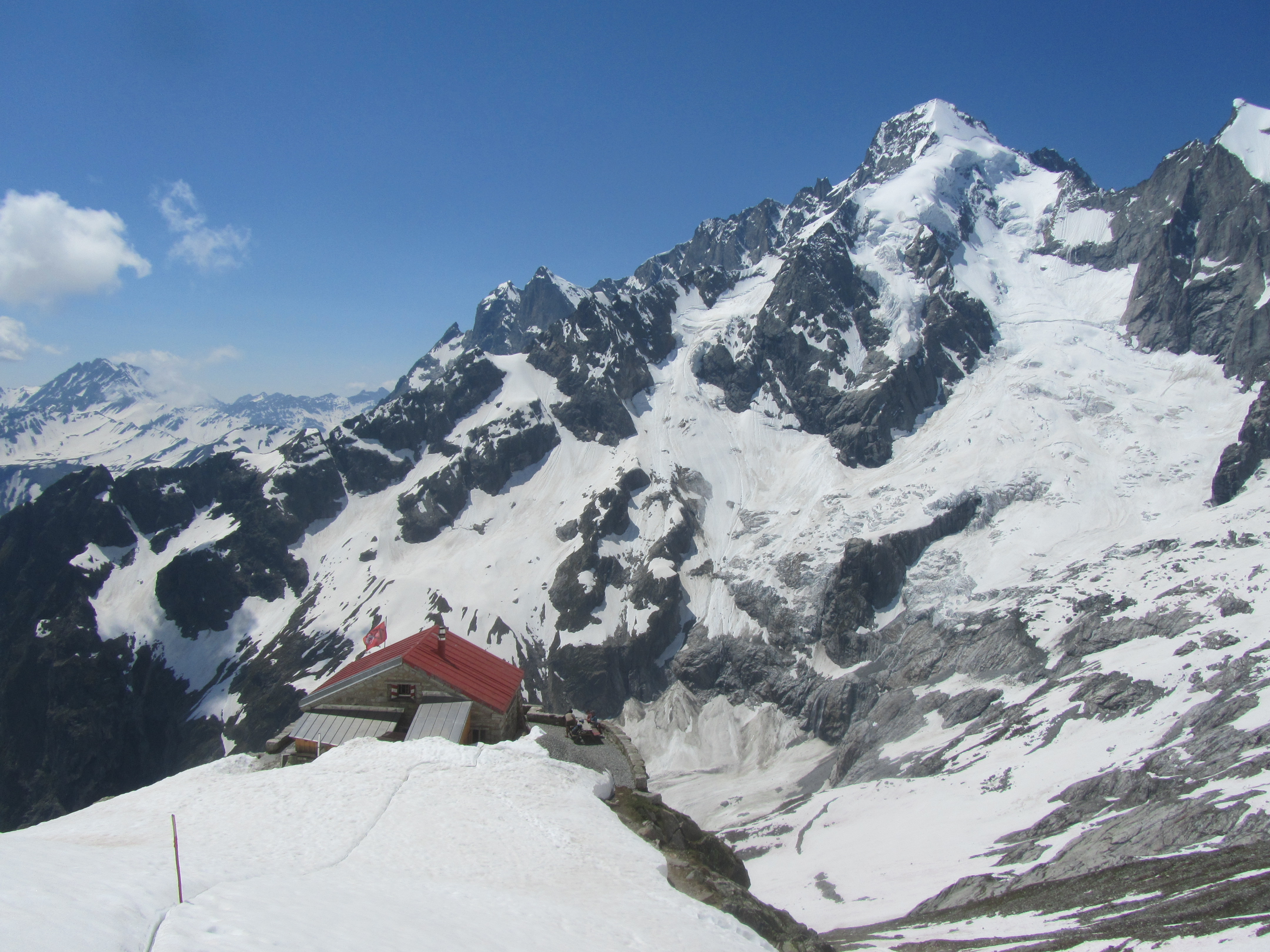
Cabane de l'A Neuve début juillet 2013.

Avant la construction de refuge, le bivouac se faisait sous un gros bloc en bordure du glacier de l'A Neuve (on parlait alors du vallon de la Neuvaz). Dès 1912, le Club alpin suisse envisage la construction d'un refuge. La construction est commencée en 1926, et elle est inaugurée en 1927 sous le nom de cabane Édouard Dufour, alpiniste et architecte de la cabane d'Orny qui, mort en 1924, avait légué la somme nécessaire à l'édification d'un refuge.